# Anthony Roux
Anthony Roux é um ciclista francês nascido a 18 de abril de 1987 na localidade de Verdun (França). Atualmente corre para a equipa profissional francês Groupama-FDJ.

## Trajetória desportiva
Estreia como profissional no final do 2007 com a equipa francesa FDJ, equipa com o que segue correndo atualmente. Seu maior lucro como profissional tem sido uma etapa da Volta a Espanha de 2009.

## Palmarés
| 2009 - 1 etapa do Circuito de la Sarthe - 3º no Campeonato da França de Estrada - 1 etapa da Volta a Espanha 2010 - 1 etapa do Circuito de Lorena - 1 etapa do Tour de Poitou-Charentes 2011 - Circuito de la Sarthe, mais 1 etapa - Circuito de Lorena, mais 2 etapas - 2º no Campeonato da França de Estrada - Grande Prêmio da Somme 2013 - 1 etapa da Étoile de Bessèges - 1 etapa da Volta a Burgos | 2014 - 2º no Campeonato da França Contrarrelógio 2015 - 1 etapa do Circuito da Sarthe 2016 - 2º no Campeonato da França Contrarrelógio 2017 - 3º no Campeonato da França Contrarrelógio 2018 - 1 etapa da Estrada de Occitania - Campeonato da França de Estrada - 1 etapa do Tour de Limusino |

## Resultados em Grandes Voltas e Campeonatos do Mundo
| Carreira           | 2008 | 2009 | 2010 | 2011 | 2012 | 2013 | 2014 | 2015 | 2016 | 2017 | 2018 | 2019 |
| ------------------ | ---- | ---- | ---- | ---- | ---- | ---- | ---- | ---- | ---- | ---- | ---- | ---- |
| Giro d'Italia      | -    | -    | -    | -    | -    | Ab.  | -    | 87º  | -    | -    | 76º  | -    |
| Tour de France     | -    | -    | 167º | 101º | 126º | -    | -    | -    | 63º  | -    | -    | -    |
| Volta a Espanha    | -    | 120º | -    | -    | -    | 34º  | Ab.  | -    | -    | 52º  | -    | -    |
| Mundial em Estrada | -    | -    | -    | 113º | -    | 44º  | -    | -    | -    | 84º  | Ab.  | -    |

-: não participa 

Ab.: abandono

## Equipas
- Française des Jeux/FDJ (2007[2]-)
  - Française des Jeux (2007[2]-2009)
  - FDJ (2010-2011)
  - FDJ-Big Mat (2012)
  - FDJ (2013-2018)
  - Groupama-FDJ (2018-)